# 대방동 (서울)
대방동(大方洞)은 서울특별시 동작구에 있는 법정동이다. 대방로를 사이에 두고 영등포구 신길1동, 신길7동과 접한다.

## 연혁
- 삼국시대 잉벌노현
- 통일신라시대 곡양현
- 고려시대 금주현
- 조선초기 경기도 금천현 하북면 번당리
- 조선말기 경기도 시흥현 하북면 번대방리
- 1914년 경기도 시흥군 북면 번대방리
- 1936년 경기도 경성부 번대방정
- 1943년 경기도 경성부 영등포구 번대방정
- 1946년 서울특별자유시 영등포구 대방동
- 1949년 서울특별시 영등포구 대방동
- 1973년 서울특별시 관악구 대방동
- 1980년 서울특별시 동작구 대방동

## 교육
- 서울신길초등학교
- 서울영화초등학교
- 서울대림초등학교
- 강남중학교
- 숭의여자중학교
- 영등포중학교
- 서울공업고등학교
- 영등포고등학교

## 교통
- 서울 지하철 7호선
  - 보라매역
- 서울 지하철 1호선
  - 대방역
- 서울 경전철 신림선(공사중)
  - 보라매역

## 같이 보기
- 대한민국의 행정 구역